# 71-402
71-402 «СПЕКТР-1» — российский четырёхосный трамвайный вагон, выпускавшийся ФГУП «Уральский завод транспортного машиностроения» (ФГУП «Уралтрансмаш») в начале 2000-х годов.

## Предыстория создания
После распада Советского союза в Екатеринбурге, подвижной состав трамвая в котором преимущественно составляли вагоны производства чехословацкого предприятия ČKD Praha, в связи с экономической обстановкой выразили обеспокоенность тем, что покупать трамваи от этого производителя будет затруднительно. В связи с этим директор Екатеринбургского трамвайно-троллейбусного управления того времени Г. С. Сергеев вышел с предложением к администрации города и области о создании трамвайного производства для города. Губернатор Свердловской области Э. Э. Россель поддержал идею и дал старт инвестиционному проекту «СПЕКТР» (указ губернатора Свердловской области от 25.12.1995 № 56), ведущую роль в котором было суждено сыграть военному заводу ФГУП «Уральский завод транспортного машиностроения».
Аббревиатура «СПЕКТР» расшифровывается как «Совместное Производство ЕКатеринбургских ТРамваев».

## Консорциум «СПЕКТР»
Разговоры о создании собственного трамвайного производства начались ещё в самом начале 90-х годов, и для этих целей был создан консорциум, изначально включавший в себя нижеследующие предприятия.
Генеральный заказчик программы «СПЕКТР» — ЕТТУ. Разработчиком конструкторской документации выступил ФГУП ГРЦ «КБ им. В. П. Макеева» (г. Миасс), куда для этих целей из Западного трамвайного депо Екатеринбурга был отправлен вагон модели Tatra T6B5SU (Т-3М) № 729. Также в проект вошли ЗСМК (г. Верхняя Пышма, производитель кузовов), ЕРТТЗ (г. Екатеринбург, производитель ходовой части), Баранчинский электромеханический завод (п. Баранчинский, поставщик электродвигателей). Производственные мощности рассчитывались, исходя из оптимистических оценок сохранения «советских» темпов обновления парка, то есть «СПЕКТР» готовился производить до 400 новых трамвайных вагонов в год.
Планам не суждено было сбыться, а наряду с экономическими трудностями проекта начали появляться и техническо-организационные. Из консорциума уже очень скоро вышел ЕРТТЗ, а к моменту разработки миасским КБ конструкторской документации из консорциума вышел и верхнепышминский ЗСМК. Консорциуму был нужен новый партнёр, который смог бы взять на себя весьма трудоёмкую часть работы — сборку кузовов и тележек вагонов. Так к 1995 году в консорциум вошёл военный завод ФГУП «Уралтрансмаш». Таким образом, образовавшаяся вакансия была закрыта, а ещё одним партнёром проекта стал Новосибирский НИИ электропривода, которому была поручена разработка нового асинхронного тягового привода. В соответствии с принятым классификатором подвижного состава, заводу присвоили индекс 4, а первенца обозначили 71-401.
В итоге всех перипетий и систематических срывов поставок комплектующих, первый вагон был выпущен только 10 октября 1997 года, и был передан работникам Западного депо ЕТТУ. Последующее время работники депо и производители двигателей занимались отладкой вагона, с апреля 1998 года он начал появляться на обкатке, но постоянно возникающие неисправности не позволили даже пройти полный цикл испытаний. От доработки вагона решено было отказаться, а ЕТТУ приспособило его под склад.
Первый блин вышел комом, но разработчики сразу же приступили к исправлению недостатков и разработке новой модели 71-402, которая бы позволила исправить все те неполадки, которые были выявлены в электрооборудовании «первенца». В 1998 году был заложен и в сентябре 1999 года выпущен первый вагон модели 71-402. В новой модели переработки, в основном, коснулись электрооборудования, однако опытный образец 402-го вагона оказался отличным от серийных 402-х собратьев ещё и кузовом. Ему был присвоен заводской номер 002, что подчёркивает преемственность от первого екатеринбургского вагона. Вагон проходил обкатку в Западном депо ЕТТУ и периодически вставал «под забор» для устранения очередных выявленных недоработок. Однако к 2000 году вагон имел допуск межведомственной комиссии с рекомендацией о пуске в серийное производство, а к февралю 2001 года завод выпустил первые два серийных «СПЕКТРа» (получившие заводские номера 000001 и 000002), которые были направлены в Западное трамвайное депо Екатеринбурга.
Как и ожидали разработчики, большой интерес к вагону 71-402 проявили города, традиционно эксплуатирующие чешскую технику. Уже в 2001 году кроме Екатеринбурга такие вагоны были поставлены в Самару, Нижний Тагил и Уфу, выведя завод по итогам года на показатель 21 вагона. А в 2002 году крупная партия из 10 штук отправилась в Казань. Большой неудачей для екатеринбургских вагоностроителей оказался отказ Москвы от вагона 71-402. Столица, будучи богатым городом с большим трамвайным хозяйством, в значительной степени ориентированным на эксплуатацию чешских вагонов, была очень желанным рынком сбыта. Однако москвичи поставили условие, которое небогатый консорциум выполнить не смог — столичные трамвайщики попросили предоставить им бесплатно один вагон «на пробу». Вагоностроители отказали, в результате чего «Мосгортранс» принял решение не приобретать УТМовские вагоны. В итоге к 2005 году география поставок модели 71-402 расширилась Ташкентом, Волчанском, Краснотурьинском и Ижевском. А в 2005 году производство трамваев этой модели было прекращено в пользу следующего поколения. Всего с 1999 по 2005 годы было выпущено 55 вагонов 71-402 «СПЕКТР».

## Конструктивные особенности
Вагон может эксплуатироваться, как одиночно, так и в СМЕ из двух вагонов, однако, на практике был лишь экспериментальный двухвагонный состав в 2003 году.

### Кузов и салон

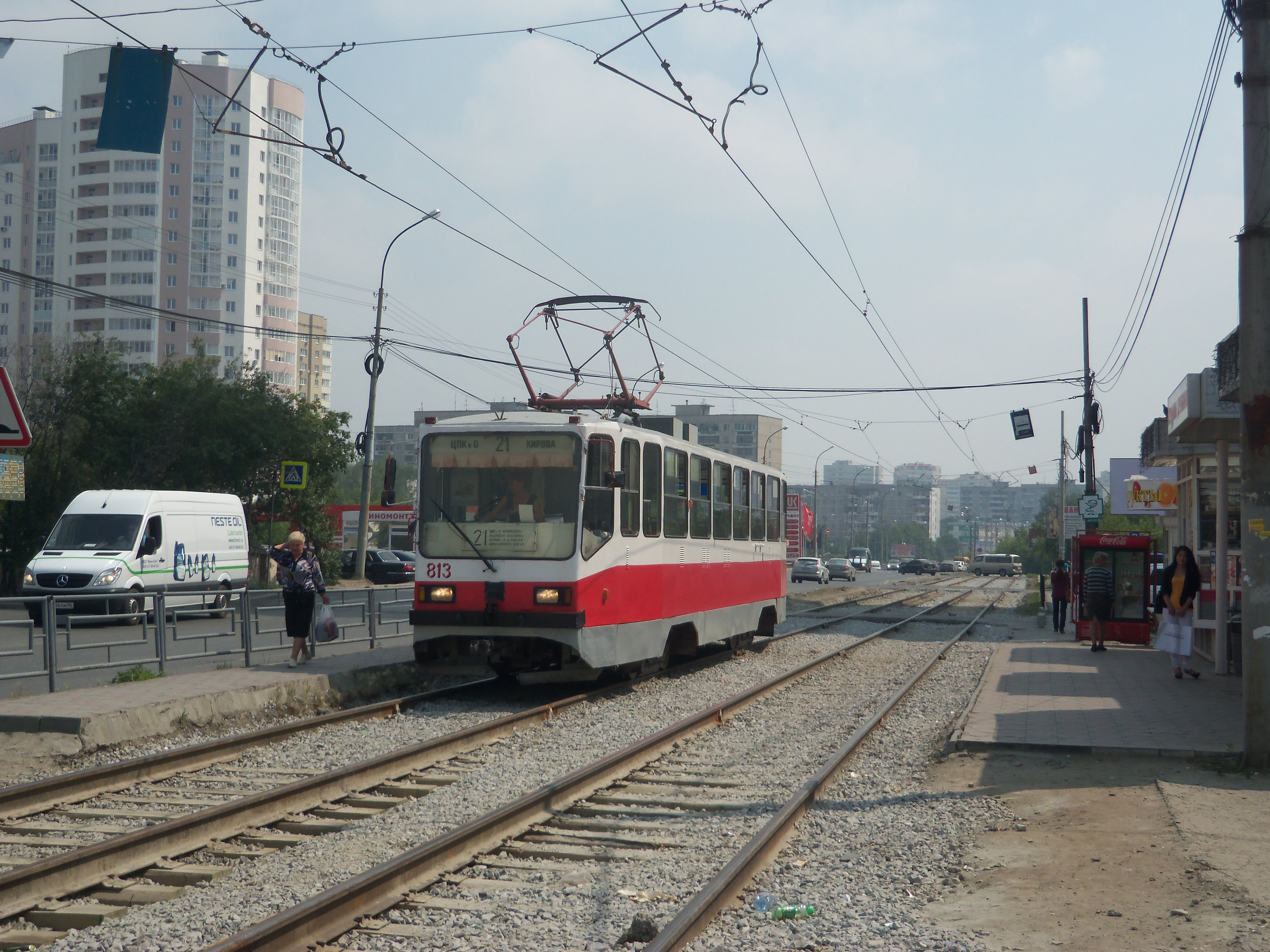
Трамвайный вагон 71-402 в Екатеринбурге

Кузов вагона цельнометаллический, каркасной конструкции. Лицевая часть вагона выполнена со вклеенным панорамным лобовым стеклом, в салоне передняя дверь одностворчатая, средняя и задняя двери двустворчатые. Все двери выполнены шарнирно-поворотными и открываются внутрь салона. Кузов фиксируется на тележках посредством шкворней, приваренных к раме. Тележка безрамной конструкции со внутренним расположением букс. Крутящий момент от каждого из двух тяговых электродвигателей передаётся на ось колёсной пары через карданный вал и двухступенчатый редуктор. Шарниры с резиновыми вкладышами обеспечивают сохранение прямоугольности конструкции при прохождении вертикальных неровностей трамвайного пути. Подвеска вагона и конструкция ходовой тележки обеспечивают гашение вибрации и колебаний, снижают износ путей. Хотя, следует отметить, что вагон в целом чувствителен к плохому пути и жёстко проходит спецчасти пути.
Пассажирский салон, выполненный по схеме 1+2, имеет 34 сидения, и наполняемость до 198 пассажиров (при 10 человеках на квадратный метр). Оборудовано отдельное место для кондуктора, с индивидуальным обогревом. Обогрев салона производится оребренными трубчатыми электронагревателями, расположенными вдоль обоих бортов вагона. Вентиляция пассажирского салона, через сдвижные форточки в окнах и через три люка в крыше вагона. В зонах средней и задней дверей организованы просторные площадки, обеспечивающие возможность удобного размещения детской коляски или крупногабаритного багажа.

### Электрооборудование и тележки
Конструктивно вагон является потомком серии вагонов Tatra T6B5, выпускавшихся в Чехии на ЧКД Татра-Смихов. При этом использованные в кузове поворотные двери сходны с таковыми в трамваях типа Tatra T7B5. Однако конструкторами были внесены существенные изменения в первую очередь в части тяговых двигателей: взамен TE 023 были установлены асинхронные тяговые двигатели переменного тока АТЧД-225-4УХЛ2. Тяговые преобразователи, каждый из которых управляет двумя тяговыми двигателями, имеют встроенную систему микропроцессорного управления; охлаждение осуществляется встроенным вентилятором с асинхронным приводом. Преобразователи обеспечивают полностью бесконтактное управление режимами работы двигателей, глубокое динамическое торможение (практически до полной остановки). Впервые в отечественном трамваестроении применён рекуперативный возврат электроэнергии в контактную сеть при электрическом торможении вагона двигателями, что в сочетании с бортовым компьютером снижает расход электроэнергии до 40 % и как следствие — себестоимость каждой пассажироперевозки. Силовая часть, разработанная ЗАО «Автоматизированные Системы и Комплексы», выполнена на IGBT-транзисторах.

### Рабочее место водителя
Рабочее место водителя — высокой комфортности с повышенными по сравнению с требованиями нормативных документов эргономическими характеристиками, что предельно облегчает управление вагоном независимо от погодных условий и освещённости пути. Кроме пульта управления в кабине водителя размещены вспомогательная панель и бортовой компьютер с вынесенным на панель информационным дисплеем, на котором помимо текущей информации о движении при необходимости высвечиваются данные системы диагностики работы основных узлов.

## Эксплуатирующие города
Вагоны 71-402 можно встретить в нескольких городах России, а также стран ближнего зарубежья:
| Страна     | Город          | Эксплуатирующая организация                             | Количество (всех моделей) |
| Россия     | Волчанск       | МУП «Волчанский автоэлектротранспорт»                   | 1 единица (списан)        |
| Россия     | Екатеринбург   | ЕМУП «ТТУ»                                              | 19 единиц                 |
| Россия     | Ижевск         | МУП «ИжГЭТ»                                             | 1 единица (не работает)   |
| Россия     | Казань         | МУП «Метроэлектротранс»                                 | 5 единиц(4 списаны)       |
| Россия     | Краснотурьинск | МУП «Городской трамвай»                                 | 4 единицы (списаны)       |
| Россия     | Нижний Тагил   | ООО «Управляющая компания городским электротранспортом» | 14 единиц (8 списаны)     |
| Россия     | Самара         | МП «Трамвайно-троллейбусное управление»                 | 3 единицы (списаны)       |
| Россия     | Уфа            | МУП УЭТ                                                 | 1 единица (не работает)   |
| Узбекистан | Ташкент        | Ассоциация «Тошшахартрансхизмат»                        | 1 единица (списан)        |